# Marco Sanders
Marco Alexander Sanders (* 11. August 1979 in Rochester) ist ein deutsch-US-amerikanischer Basketballtrainer und ehemaliger -spieler.

## Laufbahn

### Spieler
Sanders, Sohn einer deutschen Mutter und eines US-amerikanischen Vaters, wuchs größtenteils in Heidenheim auf. Später spielte er Basketball an der Spring Valley High School im US-Bundesstaat South Carolina, in der Saison 1999/2000 am College of Charleston in der ersten NCAA-Division (6 Spiele: 0,7 Punkte im Durchschnitt) sowie anschließend an der Point Park University in der NAIA. Dort erzielte Sanders in seiner Abschlusssaison 2002/03 im Schnitt 16,5 Punkte sowie 10 Rebounds je Begegnung.
Der 2,02 Meter große Innenspieler schlug nach dem Ende seiner Hochschullaufbahn eine Karriere als Berufsbasketballspieler ein und unterschrieb in der Sommerpause 2003 einen Vertrag beim finnischen Erstligisten Salon Vilpas. Er kam während der Saison 2003/04 auf 41 Einsätze für Vilpas und auf Mittelwerte von 15,1 Punkten sowie 7,7 Rebounds je Begegnung. Sanders wechselte innerhalb seines ersten Profijahres zum französischen Zweitligisten Roche-St. Etienne und wurde dort bis zum Saisonende noch in vier Partien eingesetzt.
Im Spieljahr 2004/05 stand er in der zweiten finnischen Liga bei Lapuan Korikobrat (Kobrat) unter Vertrag und zählte dort zu den Leistungsträgern der Mannschaft. Nachdem er 2005/06 bei Kaposvár SE in Ungarn gespielt hatte, begann er das Spieljahr 2006/07 beim italienischen Erstligaverein Air Avellino, spielte danach beim Basket-Club Boncourt in der Schweiz (7 Spiele: 11,1 Punkte und 6,6 Rebounds/Spiel in der Liga; 3 Spiele: 11,3 Punkte und 4,3 Rebounds/Spiel in der EuroCup Challenge), ehe er nach einem weiteren kurzen Abstecher zu Scafati Basket in Italiens erster Liga nach Finnland zurückkehrte und dort bis zum Ende der Saison 2006/07 bei Lappeenranta NMKY spielte. Bei Lappeenranta NMKY verbuchte Sanders in 19 Ligaeinsätzen im Schnitt 11,6 Punkte und 7,3 Rebounds je Partie.
2007/08 stand Sanders in Diensten des ungarischen Erstligisten Dombóvár KC, von 2008 bis 2010 bestritt er 52 Spiele in der Basketball-Bundesliga für EnBW Ludwigsburg. Während er in der Bundesliga-Saison 2008/09 5 Punkte und 2,9 Rebounds je Begegnung erzielte, fiel seine Einsatzzeit im Folgespieljahr um gut zehn Minuten auf 8:17 Minuten pro Begegnung. In 20 Bundesliga-Partien der Saison 2009/10 erzielte er 2 Punkte sowie 1,4 Rebounds je Einsatz.
Der Innenspieler setzte seine Laufbahn in der ersten norwegischen Liga fort, war Spielertrainer bei den Centrum Tigers Oslo und ab 2013 als Spieler für Ammerud Basket tätig, wo er in jedem seiner drei Jahre zweistellige Mittelwerte bei der Punktausbeute erzielte (Höchstwert: 15,8 Punkte/Spiel in der Saison 2013/14).

### Trainer
Bereits gegen Ende seiner Spielerzeit arbeitete Sanders ab 2010 zusätzlich als Trainer (teils als Spielertrainer) des norwegischen Erstligisten Centrum Tigers Oslo und blieb bis 2012 im Amt. Ab der Saison 2014/15 betreute er den norwegischen Damen-Erstligisten Ullern IF und führte diesen 2015 und 2016 jeweils zum Gewinn des Meistertitels. Darüber hinaus leitete er die weibliche U18-Auswahl von Ostnorwegen an. Bei Oppsal Basket brachte er sich ebenfalls als Trainer ein.
Für den norwegischen Basketballverband wurde er als Nationaltrainer der weiblichen U18-Auswahl sowie später als Assistenztrainer der männlichen U16 und U18 tätig. 2019 wurde er Trainer des Erstligisten Ammerud Basket und griff im Frühjahr 2020 noch mal als Spielertrainer ins Geschehen auf dem Feld ein. Sanders war bis 2023 bei Ammerud als Trainer tätig.
In der Sommerpause 2024 stieß er zum Trainerstab des norwegischen Erstligisten Fyllingen BBK, bei dem er Assistent von Calix Ndiaye wurde. In dem Amt trug Sanders dazu bei, dass die Mannschaft 2025 Staatsmeister und Pokalsieger wurde.